# Junichi Sugimoto
Junichi Sugimoto (translitera de 杉本順一 SUGIMOTO Jun'ichi; 1901 - ? ) fue un botánico, y profesor japonés.

## Algunas publicaciones
- fumihiro Konta, junichi Sugimoto. 1984. A List of Ferns and Flowering Plants of Mt. Fuji. Ed. Biological Institute, Faculty of Science, Universidad de Shizuoka, 90 pp.

- 1936. 日本樹木總檢索表 (Clave de árboles y arbustos de Japón). 525 pp.
- La abreviatura «Sugim.» se emplea para indicar a Junichi Sugimoto como autoridad en la descripción y clasificación científica de los vegetales.[3]